# 霍伯森的选择
霍伯森的选择是一種選擇模式，指的是没有选择的选择。
霍伯森是马舍的老板，他允许顾客租用任意一匹马的自由，但是只能选择最靠近门的那一匹。
霍伯森选择实质上就是通过在可供从不同的答案里选择答案的自由前，加上了前提（以使得选择者只能选择唯一可能或者放棄）的一种选择模式。